# Amy Pemberton
Amy Pemberton est une actrice, chanteuse et doubleuse britannique, née le 23 août 1988.
Elle est connue pour être la voix de Gideon dans la série Legends of Tomorrow et de Elaena Glenmore dans le jeu Game of Thrones: A Telltale Games Series.

## Biographie
Amy Pemberton est originaire de la petite ville de Stowmarket du comté de Suffolk au Royaume-Uni. Son père est mort en 2009 d'une tumeur cérébrale. Depuis Amy a levé plus de 10 000 livres pour la recherche.

### Carrière
Amy Pemberton enchaine les projets un à un depuis le début de sa carrière en 2004. Elle a participé à de nombreux courts-métrages comme What Are the Chances en 2006 ou Azure en 2016. 
Elle prête sa voix pour des jeux tel que Game of Thrones, Marvel Heroes, Titanfall 2 et également lors de séries avec Gideon dans Legends of Tomorrow ou dans Docteur La Peluche.
Amy est également présente sur les planches de théâtre pour jouer dans des pièces ou musicals comme ce fût le cas avec Footloose ou encore Rock of Ages.

## Filmographie

### Cinéma
- 2012 : Storage 24 (en) : Lucy
- 2015 : Doomsday : Cassie
- 2017 : Kaufma : Fetching
- 2019 : The Laundromat : L'Affaire des Panama Papers (The Laundromat) de Steven Soderbergh : Fetching
- 2020 : Sergio : une journaliste

### Courts-métrages
- 2005 : Anomaly : Tea Kelly
- 2006 : Claire Blake : Police Criminelle de Londres : Sadie Carr
- 2006 : What Are the Chances : Lara
- 2016 : Azure : Nancy Cole
- 2017 : Abe : Alexandria
- 2018 : If Only You Were Free : Maggie

### Télévision
- 2004 : The Mysti Show (en) : Snowdrop
- 2004 : Woolamaloo : Bonnie
- 2005 : The Basil Brush Show (en) : Hollywood Molly
- 2005 : Mes parents cosmiques : Louise
- 2006 : Grownups (en) : Alison
- 2007 : Casualty : Jodie Daley
- 2008 : Doctors : Gemma Steedman
- 2011 : Odd One In (en) :
- 2014 : Docteur La Peluche : Florence Nightingale
- 2016 - 2022 : Legends of Tomorrow : Gideon (voix et incarnation)
- 2016 : Arrow : Gideon (voix)
- 2016 : Docteur La Peluche : Fiona
- 2016 - 2018 : Suspense : La Femme / Anna Henley / Tracie Tate
- 2017 : Scorpion : Gemma
- 2024 : Eric : Dana Nokes

## Théâtrographie partielle
- 2006 : Footloose : Ariel[5]
- 2008 - 2009 : Jersey Boys : Lorraine[5]
- 2011 : Rock of Ages : Sherrie[5]

## Jeux vidéo
- 2013 : Marvel Heroes : Lady Loki / Sif
- 2014 : Game of Thrones: A Telltale Game Series : Elaena Glenmore
- 2016 : Uncharted 4: A Thief's End : Voix additionnelles[6]
- 2016 : Titanfall 2 : Slone[6]
- 2017 : Dropzone : Vanguard
- 2017 : Fortnite : Penny

## Discographie
- 2016 : The Jitterbug, Over the Rainbow, We're Off to see the Wizard, There's No Place Like Home interprété pour Tom et Jerry : Retour à Oz

## Voix francophones
En France
- Elsa Davoine dans Legends of Tomorrow[7] (série télévisée)
- Stéphanie Hédin dans Coup de foudre à la française[7] (téléfilm)
- Olivia Luccioni dans Coup de foudre en cuisine[7] (téléfilm)
- Julia Vaidis-Bogard dans Eric (mini-série)